# 1988 في قبرص
فيما يلي قوائم الأحداث التي وقعت خلال عام 1988 في قبرص.

## سياسة

### انتهاء فترة المنصب
- 28 فبراير – سبيروس كبريانو قائمة رؤساء قبرص.

## رياضة
- 19 يونيو – الدوري القبرصي لكرة القدم 1987–1988 الفائز Pezoporikos Larnaca FC [الإنجليزية]‏.

## مواليد

### سبتمبر
- 28 سبتمبر – ديميتريس خريستوفي لاعب كرة قدم قبرصي.